# Apalis chariessa
Apális-d'asa-branca ou apális-de-asa-branca (Apalis chariessa) é uma espécie de ave da família Cisticolidae.
Pode ser encontrada nos seguintes países: Quénia, Malawi, Moçambique e Tanzânia.
Os seus habitats naturais são: florestas subtropicais ou tropicais húmidas de baixa altitude e regiões subtropicais ou tropicais húmidas de alta altitude.
Está ameaçada por perda de habitat.